# Serra Coloma
La Serra Coloma és una serra situada entre els municipis de Massanes i de Sant Feliu de Buixalleu a la comarca de la Selva, amb una elevació màxima de 243 metres.